# Sphaerozius
Sphaerozius is een geslacht van kreeftachtigen uit de klasse van de Malacostraca (hogere kreeftachtigen).

## Soorten
- Sphaerozius nitidus Stimpson, 1858
- Sphaerozius scaber (Fabricius, 1798)